# Wellenbad Planegg

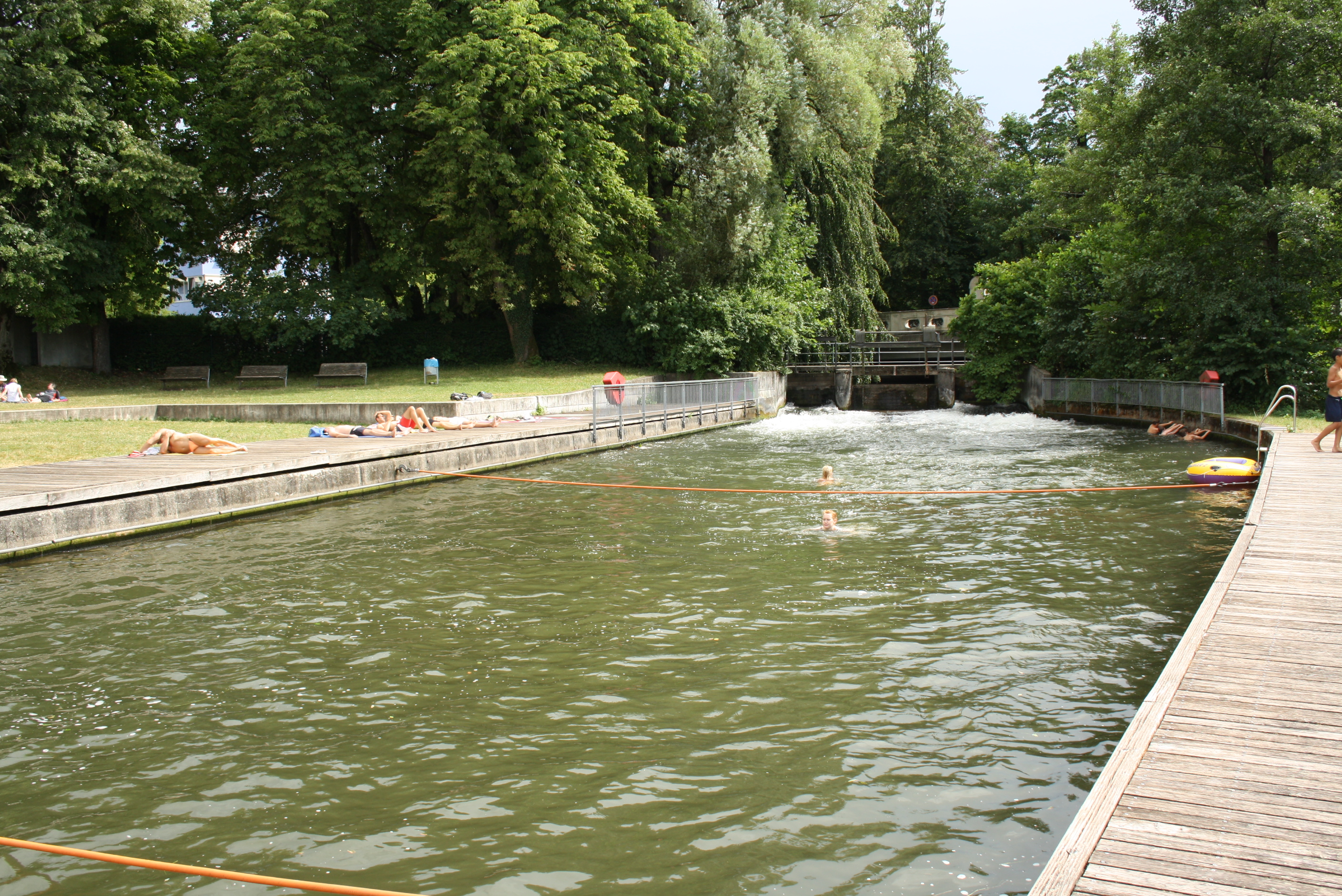
Das Wellenbad Planegg im Sommer

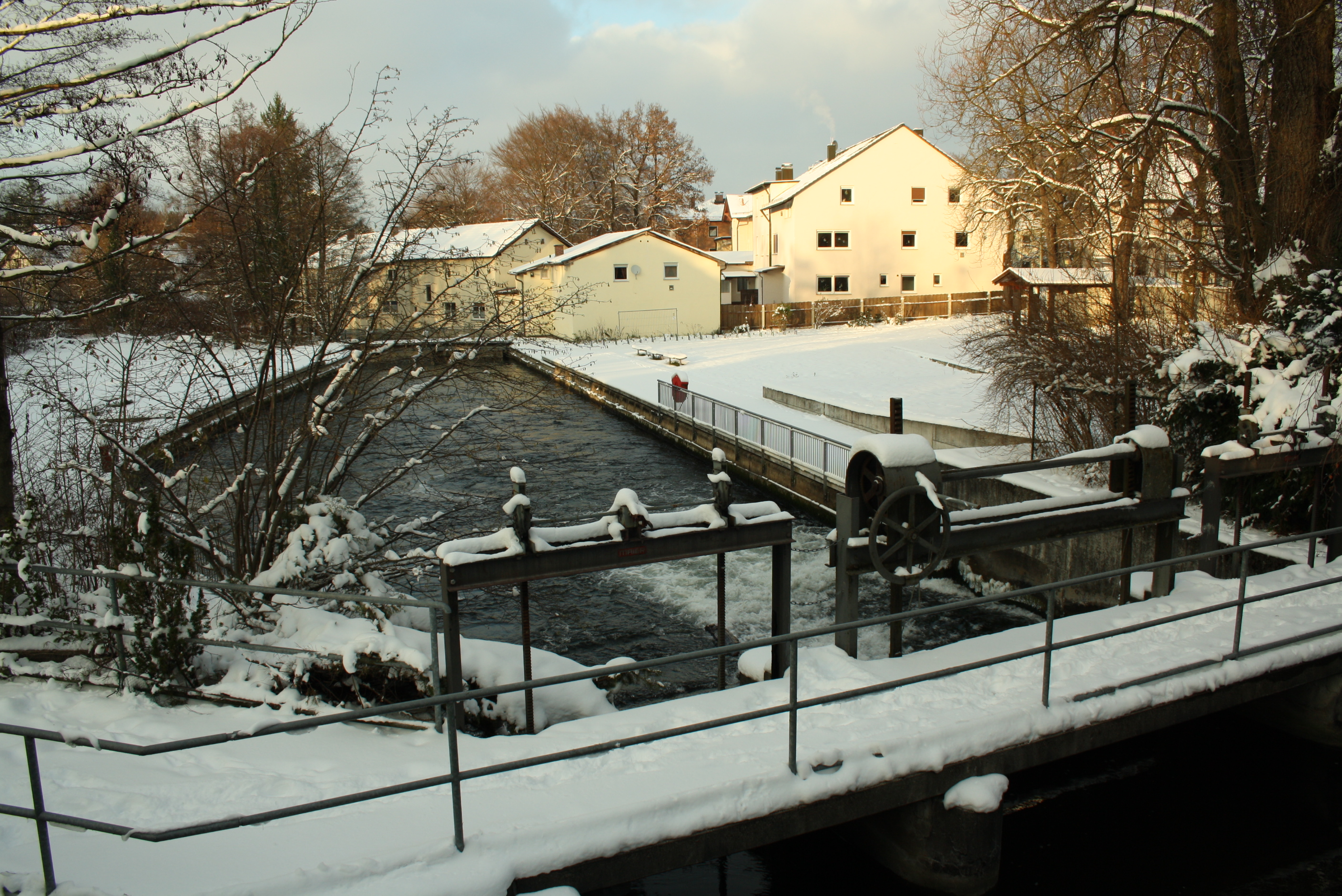
Das Wellenbad Planegg im Winter

Das Wellenbad Planegg, oder auch Würmbad, wie es im Volksmund genannt wird, ist eine der letzten 30 historischen Badeanstalten entlang der Würm und ihren Kanälen. Zudem ist es öffentlich und unentgeltlich zugänglich und spielt eine große Rolle im Naturschutz der Gemeinde Planegg.

## Die Würm
Die Würm entspringt am nordöstlichen Ende des Starnberger Sees, der bis 1962 noch Würmsee hieß. Sie fließt dann weiter in Richtung der Landeshauptstadt München, wo sie, trotz ihrer Länge von nur 40 km, als zweitgrößter Fluss, nach der Isar, hindurchfließt. Dort speist sie viele Sehenswürdigkeiten sowie das Nordmünchner Kanalsystem.
Der Name Würm geht auf den keltischen Ausdruck „wirmina“ zurück, was „die schnell Strömende“ bedeutet. Die früheste Bezeichnung „Uuirma“ ist auf das Jahr 772 n. Chr. datiert und hat sich über „Wirmiseo“, „Vuirama“, „Wirmina“ oder „Wirm“ in die heutige Version „Würm“ gewandelt.
Entlang der Würm gibt es zahlreiche Wanderrouten und Sehenswürdigkeiten, wie z. B. den See um Schloss Blutenburg, die Fontäne im Nymphenburger Schlosspark, den Olympiasee und den Schleißheimer Kanal. Hierfür gibt es die „WürmApp“ der Stadt München sowie Messingplaketten entlang der Würm, an denen über einen QR-Code informative Audiodateien aufgerufen werden können. Der Fluss ist, außer zur Entspannung, auch zum Beobachten vieler Lebewesen gut. Hier sind Tiere, wie Biber, einige Fischarten, z. B. Hechte, Aitel oder Flussbarben, oder Vögel, wie Kanadagänse, zu entdecken.

## Geschichte
Das Bad wurde zum ersten Mal 1864 mit neun Badehütten und einem Schwimmbad eröffnet. Im Jahr 1912 waren nach einem Umbau ein Herren- und ein Damenbecken, getrennt durch einen Steg mit Kabinen, sowie ein Sprungbecken vorhanden.
Seit 1939 befindet sich das Bad im Eigentum der Gemeinde Planegg, die das Bad 1962 renovieren ließ. Jedoch wurde noch im folgenden Jahr ein Badeverbot in der Würm für Planegg und Gräfelfing vom Landratsamt ausgesprochen. Seit 1973 ist das baden wieder erlaubt.
Nachdem 2007 das Würmbad für einige hunderttausend Euro renoviert wurde, gibt es heutzutage ein Becken mit zwei Einstiegen und es sind zwei Seile gespannt, an denen man sich festhalten kann. Außerdem gibt es Liegewiesen mit Sitzbänken und Holzterrassen auf beiden Seiten des Beckens. Ferner gibt es eine Tischtennisplatte, Dusche und WC. Etwas abgeschieden ist zusätzlich ein kleines Laufbecken mit Geländer vorhanden.

## Baden heute
Da es sich beim Planegger Wellenbad im rechtlichen Sinn um eine Badestelle handelt, stellt die Gemeinde etwaige Warnhinweise auf, z. B. um auf die sehr unterschiedliche, nicht beeinflussbare Strömung und die Gefahren, die vom Wehr ausgehen können, aufmerksam zu machen, stattet die Anlege aber nicht wie ein richtiges Schwimmbad mit Personal, Bademeister und Einlasskontrollen aus.
Dies bedeutet, dass die Badestelle nicht mit einem Freibad zu vergleichen ist und die zahlreichen Besucher diese auf eigene Gefahr und Verantwortung nutzen. Dennoch versucht die Gemeinde, den Besuchern das Baden angenehm zu machen, indem sie Liegen gegen Pfand anbietet, Bauhofmitarbeiter mit dem Leeren der Abfalleimer und ähnlichen Aufgaben betraut und Reinigungskräfte engagiert, um die Sanitäranlagen mit Toiletten und Duschen hygienisch zu halten.
Da das Becken ausschließlich von der Würm bzw. dem Starnberger See gespeist wird, muss stets auf den Wasserpegel geachtet werden. Ist dieser zu niedrig, so muss das Bad geschlossen bleiben, um möglicherweise tödliche Folgen von Sprüngen in ein so gering gefülltes Becken zu verhindern.
Eine verbesserte Wasserqualität wurde 2005 erreicht, indem die Starnberger Kläranlage mit einer UV-Bestrahlung zur Keimreduzierung begann.

### Nutzungsmöglichkeiten
Durch das ausgewogene Maß an Naturbelassenheit und Ausstattung für die Sicherheit bzw. das Wohlbefinden ist das Würmbad ein geeigneter Ort für alle Altersstufen und Interessenten. Es gibt sowohl schnellere Strömungen in der Nähe des Wehrs als auch einen seichten Bereich in einem nahegelegenen Flussarm. Dort kann man in meist kniehohem Wasser waten, während man sich an einem Geländer absichert, und dabei viele Tiere entdecken.
Ähnlich wie in anderen Teilen der Gemeinde Planegg, z. B. dem Biotop Stoawies'n, trägt das Wellenbad zum Naturschutz bei. Auf einer Infotafel der Gemeinde ist zu lesen: „Das Wellenbad dient nicht nur der Naherholung, es hat mit seinen naturnahen Auwaldrelikten auch eine große Bedeutung für den Naturschutz. So bezieht hier von Zeit zu Zeit eine Gruppe Großer Abendsegler (Fledermäuse) ihr Zwischenquartier. Totholz bleibt bewusst liegen und bildet einen wertvollen Biotop für Insekten und andere tierische Bewohner.“